# François Ducasse
Pour les articles homonymes, voir Ducasse.
François Ducasse  est un reporter-photographe français, né le 24 novembre 1951 à Libourne, spécialisé dans l’illustration et le magazine. Son travail, nettement inspiré par le courant de la photographie humaniste française, dont Robert Doisneau, Willy Ronis ou Édouard Boubat sont les références, est distribué par l’agence photo Rapho.

## Biographie
Après une jeunesse sur les coteaux et vignobles du Langoiranais et des études secondaires sans enthousiasme, il entre en apprentissage chez le photographe publicitaire et industriel Pierre Burdin en 1969. À l’obtention de son diplôme, la Chambre des métiers de la Gironde le récompense en lui offrant un livre de Robert Doisneau. Émerveillé, il se lance dans l’aventure du reportage en solitaire, et Raymond Grosset lui ouvre les portes de l’agence Rapho, qui distribue son travail depuis 1973.
En 1972 il effectue son service militaire au sein du service photographique de l’ALAT à Dax, et profite de cette opportunité pour pratiquer le parachutisme sportif.

### Des thèmes de prédilection
Parallèlement à  son travail d’illustrateur couvrant de manière méthodique - voir obsessionnelle - les différentes facettes de la vie traditionnelle du Sud-Ouest (à la manière d’un Félix Arnaudin dans les Landes au XIXe siècle), il s’essaye au début de sa carrière à différents genres dont la photo de plateau - il réalise l’affiche du film La Menace d’Alain Corneau en 1977 avec un portrait d’Yves Montand - couvre beaucoup d’évènements sportifs - matches des Girondins de Bordeaux dont il sera le photographe officiel dans les années 1980, compétitions d’athlétisme, sports basques. Sans oublier les spectacles de théâtre ou les chanteurs de variété et les vedettes du show-biz. En 1975 à la demande de Pierre Veilletet, rédacteur en chef de Sud-Ouest Dimanche il réalise de nombreux reportages pour le quotidien régional et découvre la corrida à travers Nimeño et de fréquents voyages en Espagne ; il collabore aux Cahiers de la corrida avec entre autres les photographes Gérard Rancinan et Michel Dieuzaide. Il publiera quelques années plus tard deux livres qui feront référence dans le monde taurin avec la complicité des écrivains Patrick Espagnet et Zocato. En 1988 Jean Lacouture préface son premier livre photo L’Espace d’un regard. Le deuxième fil conducteur de sa vie de photographe sera la politique française qu’il photographie sans discontinuer. La publication en 2008 des Visages de la République avec les textes de Jean-François Bège et Sciences-Po Bordeaux en est la preuve manifeste.

### Les voyages et l'enseignement
Concomitamment  à ces activités domestiques il réalise de nombreux voyages à l’étranger, dont les plus marquants sont un reportage sur les routiers internationaux transportant du matériel industriel dans les pays arabes après le premier choc pétrolier, une immersion chez les Mennonites du Nord-Mexique, la vie quotidienne en Ulster sous occupation anglaise, les Indiens d’Amazonie équatorienne, le retour au pays de travailleurs portugais ou les fêtes orthodoxes en Grèce et en Roumanie. Entre 1980 et 2000, il enseigne la photo à l’IUT de journalisme dirigé par Pierre Christin puis à l’Institut des sciences de la communication de Bordeaux-III.

### Les contributions
Ses photos sont publiées dans des revues françaises - Le Point, L'Express, Viva Magazine, Atlas, Ici et Là, L’Étudiant, Gault et Millau, Le Chasseur français, France Football, L’Équipe et d’autres de renommée internationale  tels que Géo, The New York Times, Wine Spectator ou The Sunday Express.
En 1987 il est lauréat du prix Martini pour la meilleure photo de l’année dans le Grand Sud-Ouest, et son nom figure dans l’Encyclopédie internationale des photographes publiée aux éditions Camera Obscura. Suisse.
Depuis 2007, il exploite son fonds d'archives en illustrant des livres photo, et l’écrivain Michel Suffran dit de lui dans Bordeaux Mémoire partagée : « …cet homme-là est le contraire d’un passant désinvolte ! Un promeneur plutôt. Et qui sait attendre, se garder disponible. C’est sa rétine même, sa véritable plaque sensible et ses clichés se bornent à consigner la fervente avidité de son œil en perpétuelle alerte ».

## Distinctions
En 2018, François Ducasse est fait chevalier dans l'Ordre National des Arts et des Lettres par la ministre de la culture Françoise Nyssen.

## Ouvrages collectifs
- 1984 à 1987 : Le Livre d’or des Girondins de Bordeaux
- 1988 : The red wines of Bordeaux, éditions Simon Loftus
- 1990 : Traits d’union, des mariages en image
- 1991 : Regard sur les Français, éditions Berhtramm.
- 2000 : Les Hauts Lieux de pèlerinage, éditions Flammarion.
- 2001 : Les Couleurs de la Gironde, éditions Pélican.
- 2005 : La Grande Aventure de l’Airbus A380, éditions Sud-Ouest.
- 2010 : Histoire des archevêques de Bordeaux, éditions les dossiers d’Aquitaine.
- 2016 : La fabuleuse aventure des supporters girondins, Scapulaire éditions
- 2017 : Lescure et les Girondins, le rendez-vous des légendes, éditions Sud-Ouest
- 2018 : Lescure, 80 ans d'histoire de sport et d'événements, éditions Sud-Ouest

## Expositions personnelles
- 1984 : « Paseo por Espana », Casa de Goya. Bordeaux
- 1988 : « Foot passion », Espace Pernod. Bordeaux
- 1989 : « l’Espace d’un regard », Captieux et Paris
- 1995 : « Gens d’Aquitaine », Institut Français de Bucarest. Roumanie
- 1996 : « Villages du Sud-Ouest », Bibliothèque universitaire de Sibiu. Roumanie
- 1997 : « Le vignoble bordelais », Carré Amelot. La Rochelle
- 2001 : « Portraits de résidents, Sonacotra ». Rencontres d’Arles, festival off.
- 2004 : « Escale Bordelaise », salle Mably. Bordeaux
- 2006 : « Auschwitz », CAJ et mairie de Talence
- 2007 : « Les Bordelais », Galerie Olala, faubourg des Arts. Bordeaux
- 2008 : « Les visages de la République », Forum des Arts à Talence ; Sciences-Po Bordeaux, la Maison de l’Aquitaine à Paris